# 한줄무늬풀밭쥐
한줄무늬풀밭쥐(Lemniscomys rosalia)는 쥐과에 속하는 설치류의 일종이다. 앙골라와 보츠와나, 케냐, 말라위, 모잠비크, 나미비아, 남아프리카공화국, 에스와티니, 잠비아, 짐바브웨에서 발견된다. 자연 서식지는 습윤 사바나 지역과 농지이다.